# مقاطعة بشكو
مقاطعة بشكو هي تقسيم إداري في ولاية بخارى في أوزبكستان. مركزها مدينة ينغي بازار.